# Мартиново (Болгарія)
Марти́ново (болг. Мартиново) — село в Монтанській області Болгарії. Входить до складу общини Чипровці.

## Населення
За даними перепису населення 2011 року у селі проживали 269 осіб.
Національний склад населення села:
| Національність   | Кількість осіб | Відсоток |
| ---------------- | -------------- | -------- |
| болгари          | 251            | 93,3 %   |
| цигани           | 16             | 5,9 %    |
| турки            | 0              | 0 %      |
| Всього відповіли | 269            |          |

Розподіл населення за віком у 2011 році:
Динаміка населення: